# Trigonum submandibulare

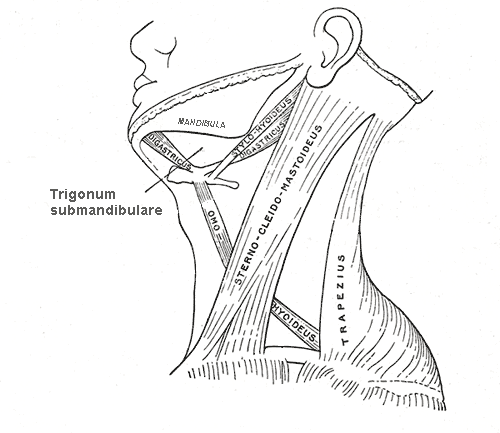
Regio submandibularis

Als Trigonum submandibulare (lat. für „Dreieck unter dem Unterkiefer“) oder Unterkieferdreieck wird in der Anatomie eine Region des seitlichen Halses bezeichnet. Sie gehört zur Regio cervicalis anterior. Grenzen dieser Region sind oben der Unterkiefer und vorn und hinten die beiden Bäuche des Musculus digastricus. Hinten geht diese Region in die Fossa retromandibularis („Grube hinter dem Unterkiefer“) über. Vom mittigen Kinndreieck (Trigonum submentale) wird das Unterkieferdreieck durch den vorderen Bauch des Musculus digastricus abgegrenzt.
Als größte Struktur beherbergt dieses Dreieck die Glandula submandibularis (Unterkieferspeicheldrüse). Die Abgrenzung der Region gegenüber der Unterzungenregion (Regio sublingualis) bildet im Wesentlichen der Musculus mylohyoideus, der damit hauptsächlich das Diaphragma oris (gr./lat. „Zwischenwand des Mundes“) bildet. Durch das Trigonum submandibulare zieht die Arteria facialis nach oben über die Unterkieferkante in die Wangenregion, ihr Puls ist etwa in der Mitte des Unterkiefers zu tasten. An Nerven lassen sich in dieser Region der Nervus lingualis, der Nervus mylohyoideus (ein Ast des Nervus alveolaris inferior) und der Nervus hypoglossus finden.